# Carlos Prats
Carlos Prats González (24 février 1915 - 30 septembre 1974) est le général en chef des armées chiliennes de 1970 à 1973 sous la présidence d'Eduardo Frei Montalva puis de Salvador Allende. Il fut également brièvement ministre de l'Intérieur puis de la Défense d'Allende.
Légaliste, il démissionne de l'armée en août 1973 en raison d'attaques nombreuses de la part de la droite, et est remplacé par le général Augusto Pinochet, qui se rallie au coup d'État du 11 septembre 1973. Le général Prats s'exile alors à Buenos Aires, où il est assassiné en septembre 1974 par des agents de la DINA chilienne, avec la coopération de certains membres des forces de sécurité argentines. Cet assassinat est précurseur de l'opération Condor, officialisée peu après.

## Ascension militaire
Nommé major en 1954, il fut attaché militaire aux États-Unis de 1954 à 1958, puis promu lieutenant-colonel. Il revint alors au Chili, enseignant à l'Académie militaire, devenant commandant d'un régiment en 1961. Promu colonel en 1964, année de l'élection à la présidence du démocrate chrétien Eduardo Frei Montalva, il fut envoyé en tant qu'attaché militaire en Argentine et revint au Chili en 1967, l'année suivant le coup d'État de la « Révolution argentine ». Il commande alors la IIIe Division de l'armée, et est promu en 1968 brigadier général et chef de l'état-major, puis nommé commandant-en-chef des forces armées par le président Montalva après l'assassinat du général René Schneider, tué par des mouvements d'extrême-droite soutenus par la CIA.
Prats prit alors la tête des constitutionnalistes, soutenant la doctrine Schneider (en) qui refusait toute intervention de l'armée en cas d'élection du socialiste Salvador Allende à la présidence. Parallèlement, il réussit à obtenir d'Allende le respect des promesses d'Eduardo Frei concernant l'armée, en particulier les achats d'armes.

## Fonctions ministérielles sous Allende
Après la grève des camionneurs contre le gouvernement de l'Unité populaire, financée par la CIA, Allende forme un gouvernement de « paix sociale », faisant entrer des militaires au gouvernement afin de rassurer la droite. Prats est alors nommé, le 2 novembre 1972, Ministre de l'Intérieur, conservant ses fonctions à la tête de l'armée. Le contre-amiral Ismael Huerta est nommé aux Travaux publics, et le général de brigade Claudio Sepúlveda aux Mines, portefeuille important en raison de l'importance du cuivre au Chili.
En tant que ministre de l'Intérieur, Prats exerce les fonctions informelles de vice-président, étant ainsi à la tête de l'exécutif, le 26 novembre 1972, alors qu'Allende est en voyage. Il représenta ainsi le Chili lors de la cérémonie au cours de laquelle Pablo Neruda fut récompensé d'avoir obtenu le prix Nobel de littérature. Ceci suscita l'exaspération des groupes anti-Allende au sein de l'armée.
Les militaires restèrent au sein du gouvernement jusqu'en mars 1973, date à laquelle se tinrent les élections parlementaires dont ils avaient pour mission de garantir la bonne exécution.
En juin 1973, il proposa sa démission à la tête de l'armée à la suite de l'incident Alejandrina Cox (en), laquelle fut refusée par Allende. Peu de jours après, il réussit à empêcher le Tanquetazo, une tentative putschiste de l'armée.
Confronté à une campagne de plus en plus violente contre lui, Allende forme un gouvernement de défense nationale le 9 août 1973, intégrant à nouveau des militaires. Prats est alors nommé ministre de la Défense, remplaçant le socialiste Clodomiro Almeyda. Le 21 août 1973, alors que Prats est malade d'une grippe, une manifestation organisée par des femmes de généraux vint le voir à son domicile pour protester contre sa participation au gouvernement (elles protestent aussi contre Augusto Pinochet, considéré comme le second de Prats).
Ceci pousse Prats à tenter d'obtenir des gradés de l'armée l'assurance de leur soutien. La majorité refuse, ce qui le pousse à démissionner de toutes ses fonctions le 23 août 1973. Les généraux légalistes Mario Sepúlveda Squella et Guillermo Pickering le suivirent en geste de soutien. Allende l'assure alors de son soutien moral, parlant d'« escalade fasciste » au sujet des attaques contre lui. Le démocrate chrétien Orlando Letelier le remplace à la Défense; il sera assassiné à Washington en 1976.
Sur sa propre suggestion, Prats fut remplacé en tant que commandant-en-chef par le général Augusto Pinochet, alors considéré comme un « modéré » au sein de l'armée. Trois semaines après, celui-ci se rallia au coup d'État du 11 septembre 1973 et évinça rapidement ses rivaux.

## Exil à Buenos Aires
Prats s'exila le 15 septembre 1973 à Buenos Aires, écrivant une carte à Pinochet dans laquelle il déclare : « l'avenir dira qui s'est trompé ». Pinochet ordonna à son pilote préféré, le brigadier Antonio Palomo Contreras, de le transporter en hélicoptère à destination ; le même brigadier fut inculpé en 2007 pour l'opération Calle Conferencia de 1976, et a piloté l'hélicoptère Puma lors de la caravane de la mort.
L'Argentine, bien que confrontée à une intense crise politique et sociale, venait de retrouver la démocratie à la suite des élections de mars 1973, et fut ainsi le refuge de nombreux exilés chiliens et uruguayens à ce moment. Le général Juan Perón, qui venait d'être élu président, lui offrit la protection du régime, son gouvernement lui payant un luxueux appartement à Palermo.
Prats rencontrait de nombreux officiers argentins et chiliens, correspondait avec les officiers chiliens restés au pays, et était en contact amical avec l'attaché militaire chilien à Buenos Aires, qui informait le SIM (Service d'intelligence militaire) chilien de tous ses actes. Profondément hostile à la dictature de Pinochet qui, dès les premiers jours du putsch, avait organisé une répression sanglante de l'opposition, le général à la retraite s'abstenait toutefois de toute déclaration publique, se consacrant à ses Mémoires. Terminées le 20 septembre 1974, dix jours avant sa mort, celles-ci ne furent publiées que dix ans plus tard, et consistaient en une défense de la doctrine légaliste de son prédécesseur à la tête de l'armée, le général René Schneider.

## Assassinat
L'assassinat de Prats avait été organisé par le chef de la DINA, Manuel Contreras, après que Pinochet lui eut dit qu'il s'agissait d'un « homme dangereux pour le Chili ». Le colonel Pedro Espinoza et Raúl Iturriaga, directeur du Service extérieur de la DINA, furent chargés de l'opération, Iturriaga se rendant fin juillet à Buenos Aires. À Buenos Aires, Enrique Arancibia Clavel était l'agent de liaison entre la DINA et la SIDE argentine, et recruta d'abord Juan Martin Ciga Correa, chef de la Milicia et membre de la Triple A pour se charger de l'aspect matériel du meurtre.
Finalement, l'équipe d'Arancibia ratant ses préparatifs, Contreras fit appel à Michael Townley, en lui faisant briller, en échange de sa participation directe à l'assassinat, la possibilité d'intégrer la DINA.
La STASI est-allemande de Markus Wolf et la DST française, qui interceptèrent des renseignements concernant cette opération à la mi-août, avertirent le socialiste Carlos Altamirano, qui faisait la navette entre Paris et Berlin-Est, de l'imminence d'un attentat contre le général Prats. Celui-ci fit avertir Prats par téléphone, lui enjoignant de quitter le pays au plus vite. Mais Prats, titulaire d'un passeport diplomatique qu'il refusait d'utiliser, ayant pris sa retraite, lui répondit qu'il ne quitterait le pays que lorsque le consulat chilien lui aurait fourni son passeport. Depuis des mois, ce dernier faisait traîner la demande.
Altamirano envoya alors un jeune militant, Waldo Fortín, à Buenos Aires, avec de l'argent et un faux passeport pour le général fabriqué par la STASI. Mais Fortín arriva sur place quelques heures après la mort de Prats, tué le 30 septembre 1974 ; il réussit toutefois à convaincre l'ex-ministre Orlando Letelier de s'installer aux États-Unis, où il fut assassiné en 1976.
Juan Perón lui-même écrivit à Prats, le 3 janvier 1974, pour lui recommander d'être prudent. Mais Prats perdit cette protection avec la mort du général Perón en juillet 1974, remplacé par sa femme, Isabel Perón, fortement influencée par l'extrême-droite péroniste.
Prats et sa femme, Sofia Cuthbert, furent finalement tués par une bombe (du C4 fourni par la DINA) mise sous leur voiture par Michael Townley et sa femme, Mariana Callejas, et déclenchée à distance. La voiture fut projetée sur le toit d'un immeuble et Prats et Cuthbert furent instantanément tués. Plusieurs indices montrent que des secteurs des forces de l'ordre argentines ont facilité cet assassinat : le retrait de la garde policière devant son domicile ; l'extinction de l'éclairage public dans sa rue, quelques heures avant l'explosion, etc.
Guillermo Osorio, haut fonctionnaire de l'ambassade chilienne, se rendit alors compte que Pinochet avait délibérément bloqué la demande de passeport du général Prats afin de l'empêcher de quitter l'Argentine. Osorio, qui fournit plus tard les faux passeports utilisés par les assassins d'Orlando Letelier, fut assassiné en octobre 1977, alors que le FBI se rapprochait des assassins de Letelier.
Quant à Michael Townley et Enrique Arrancibia, ils intègrent officiellement la DINA après ce meurtre, Townley recevant une villa près de Santiago du Chili.

## Enquête et procès
En 1978 - soit après le coup d'État de mars 1976 - la police argentine perquisitionna au domicile d'Enrique Arancibia, agent de liaison de la DINA, dans le cadre d'une enquête sur l'assassinat de Prats. Celle-ci n'aboutira qu'après le retour de la démocratie. Néanmoins, la police découvrit alors une note affirmant que Jean-Yves Claudet, un militant du MIR chilien, avait été tué.
Michael Townley et Manuel Contreras, le chef de la DINA, sont les principaux accusés du meurtre de Carlos Prats commis dans le cadre de l'opération Condor. En 1999, Townley accepta de révéler les détails de l'opération à la juge argentine Maria Servini de Cubria, qui vint le voir en Virginie.
Le magistrat Alejandro Solis renonça à poursuivre le général Augusto Pinochet dans les années 2000 concernant cet assassinat, mais Manuel Contreras, Raúl Iturriaga, chef des opérations extérieures de la DINA, son frère Roger Iturriaga, Pedro Espinoza et José Zara ont été inculpés au Chili plus de 30 ans après l'assassinat.
En 2004, l'armée chilienne retira des archives un document de la DINA concernant cet assassinat, afin de ralentir l'enquête; le document fut toutefois récupéré par la justice.
Le terroriste néofasciste italien Stefano Delle Chiaie témoigna en 2005, à Rome, devant la juge argentine Maria Servini de Cubria, aux côtés du terroriste Vincenzo Vinciguerra, affirmant qu'Enrique Arrancibia et Michael Townley étaient directement impliqués dans ce meurtre.
L'agent civil Enrique Arancibia, intermédiaire de la DINA et de la SIDE à Buenos Aires, fut ainsi condamné à la perpétuité en Argentine pour ce meurtre. L'agent de la SIDE Juan Martín Siga Correa, membre de la Triple A, et qui avait participé à la première tentative d'assassinat contre Prats, recevant plusieurs milliers de dollars de la DINA, fut inculpé en 2000 par la juge argentine Maria Servini de Cubria. Siga Correa était aussi membre du Bataillon d'intelligence 601, nexus des opérations armées des services de renseignement argentins.
En 2003, la juge Servini de Cubria demanda aussi au Chili l'extradition de Mariana Callejas, la femme de Michael Townley, et de Cristoph Willeke, l'adjoint de Raúl Iturriaga, mais celle-ci lui fut refusée en juillet 2005 par la Cour d'appel, le juge Nibaldo Segura déclarant qu'ils étaient déjà inculpés au Chili.
Augusto Pinochet ne fut jamais réellement inquiété par la justice en raison de ce meurtre. Par contre, à l'occasion de l'exposition publique du Général après son décès, le petit-fils de Carlos Prats fut arrêté par les autorités chiliennes pour avoir craché sur la dépouille du dictateur défunt.